# سرشبادران
سرشبادران، روستایی از توابع بخش مرکزی شهرستان اصفهان در استان اصفهان ایران است که در حاشیه جاده اصفهان ورزنه واقع شده است.
شغل اصلی مردم این روستا کشاورزی و دامپروری است که به دلیل قطع کلی رودخانه زاینده رود تمامی چاه ها کم آب یا خشک شده و قنات های تاریخی خشک شده اند.برخی کشاورزان نیز مجبور به فروش زمین های خود شدند.این روستا در کنار رودخانه زاینده رود قرار دارد

## جمعیت
این روستا در دهستان جی قرار دارد و براساس سرشماری مرکز آمار ایران در سال ۱۳۸۵، جمعیت آن ۲٬۱۰۱ نفر (۶۰۲خانوار) بوده‌است.